# Piz Borel
Piz Borel är en bergstopp i Schweiz.   Den ligger i regionen Surselva och kantonen Graubünden, i den sydöstra delen av landet, 100 km öster om huvudstaden Bern. Toppen på Piz Borel är 2 952 meter över havet, eller 37 meter över den omgivande terrängen. Bredden vid basen är 0,11 km.
Terrängen runt Piz Borel är bergig norrut, men söderut är den kuperad. Runt Piz Borel är det glesbefolkat, med 9 invånare per kvadratkilometer.. Närmaste större samhälle är Disentis, 17,7 km nordost om Piz Borel. 
Trakten runt Piz Borel består i huvudsak av gräsmarker.